# Mariama Sarr
Pour les articles homonymes, voir Sarr.
Mariama Sarr, née le 4 mars 1963 à Kaolack, est une femme politique sénégalaise. Elle est Maire de Kaolack du 18 juillet 2014 au 11 avril 2024.

## Biographie
Ayant effectué son parcours au Sénégal , Mariama Sarr est diplômée de l'Université Cheihk Anta Diop spécifiquement de l'école normale supérieure d'où elle a obtenu son certificat d'aptitude en enseignement moyen . Ainsi elle commence sa carrière professionnelle au Cem Alboury Ndiaye de Linguère. Elle enseigna ensuite, en 1991 à 2008 , en tant que professeure d'études classiques au lycée Galandou Diouf . En 2008 , elle commencera à occuper des postes au sein du gouvernement sénégalais. 
Mariée , elle est également mère de quatre enfants.
Elle est également maire de la ville de Kaolack de Juillet 2014 à Janvier 2022 en remplaçant Madieyna Diouf.

## Carrière Politique
Militante au sein du Parti démocrate sénégalais, elle fut membre du réseau des enseignants libéraux y affilié . Elle quitte ensuite ce cercle politique pour rejoindre le directoire de l'Alliance de la République.
Le 4 avril 2012, elle est nommée ministre de la Femme, de l’Enfant et de l’Entreprenariat féminin dans le gouvernement Mbaye. Elle conserve ce poste lors du remaniement ministériel du 29 octobre 2012. Elle n'est pas reconduite dans le gouvernement Touré mais retrouve ce poste dans le gouvernement Dionne de 2014 à 2017.
Puis de 2017 à 2022 , elle occupera le poste de ministre de la Fonction publique, de la Rationalisation des effectifs et du Renouveau du Secteur public .

## Fonctions ministérielles
Mariama sarr  a occupé plusieurs fonctions gouvernemental importantes:

### Ministre de la fonction publique, de la rationalisation des effectifs et du renouveau du service publique (2012-2013; 2019-2022).
Dans cette fonction , elle a conduit plusieurs reformes majeurs:
- La dématérialisation des procédures administratives
- L'assainissement du fichiers des agents de l'Etat
- La rationalisation des effectifs dans la fonction politique
- Le renforcement de la transparence dans le recrutement des fonctionnaires
- La lutte contre l'absentéisme et la mauvaise gestion des ressources humaines[6].

### Ministre de la formation professionnelle, de l'apprentissage et de l'artisanat (2014-2017)
A ce poste, Mariama sarr a piloté des programmes de:
- Création de centres de formation professionnelle dans les régions
- Renforcement des capacités des jeunes dans les métiers techniques
- Valorisation de l'artisanat local
- promotion des partenariats public-privé pour l'emploi des jeunes.